# Gastronomia del País Valencià
La gastronomia del País Valencià fa referència a les preparacions gastronòmiques fetes i consumides arreu del País Valencià. El territori està format, d'una banda, per horta, marjal i costa, i de l'altra, per zones muntanyenques i de secà i rius de poc cabdal. Hi són ingredients habituals l'arròs, verdura, peix, especialment les anguiles de l'Albufera i la Marjal de Pego-Oliva (all i pebre), i marisc de tota la costa.
El plat valencià més conegut fora de les fronteres és la paella, exportada des de molt temps enrere a tota la península Ibèrica i Iberoamèrica. No és solament una cuina mediterrània a l'ús, sinó que és producte d'una tradició autòctona molt arrelada. El primer receptari de cuina europeu no redactat en llatí fou el Llibre de Sent Soví, receptari medieval de 1313 d'autor anònim redactat a València i en català, un dels manuscrits més antics d'Europa, un dels receptaris europeus més antics escrits en una llengua diferent del llatí La majoria dels àpats no són en absolut lleugeres, al contrari poden resultar pesades per als qui no estiguin acostumats i mengen més del degut. putxeros, fideuades i arrossos com plats únics són molt importants en l'alimentació. La relativa falta de productes marítims en la dieta, i l'alt component de llegums és perquè fins temps recents, la costa estava mal comunicada amb l'interior i l'únic peix que hi arribava era el bacallà salat; d'altra banda, l'horta donava abundant quantitat d'hortalissa mentre la carn estava a l'abast només dels benestants.

## Plats típics

### Paella i altres arrossos

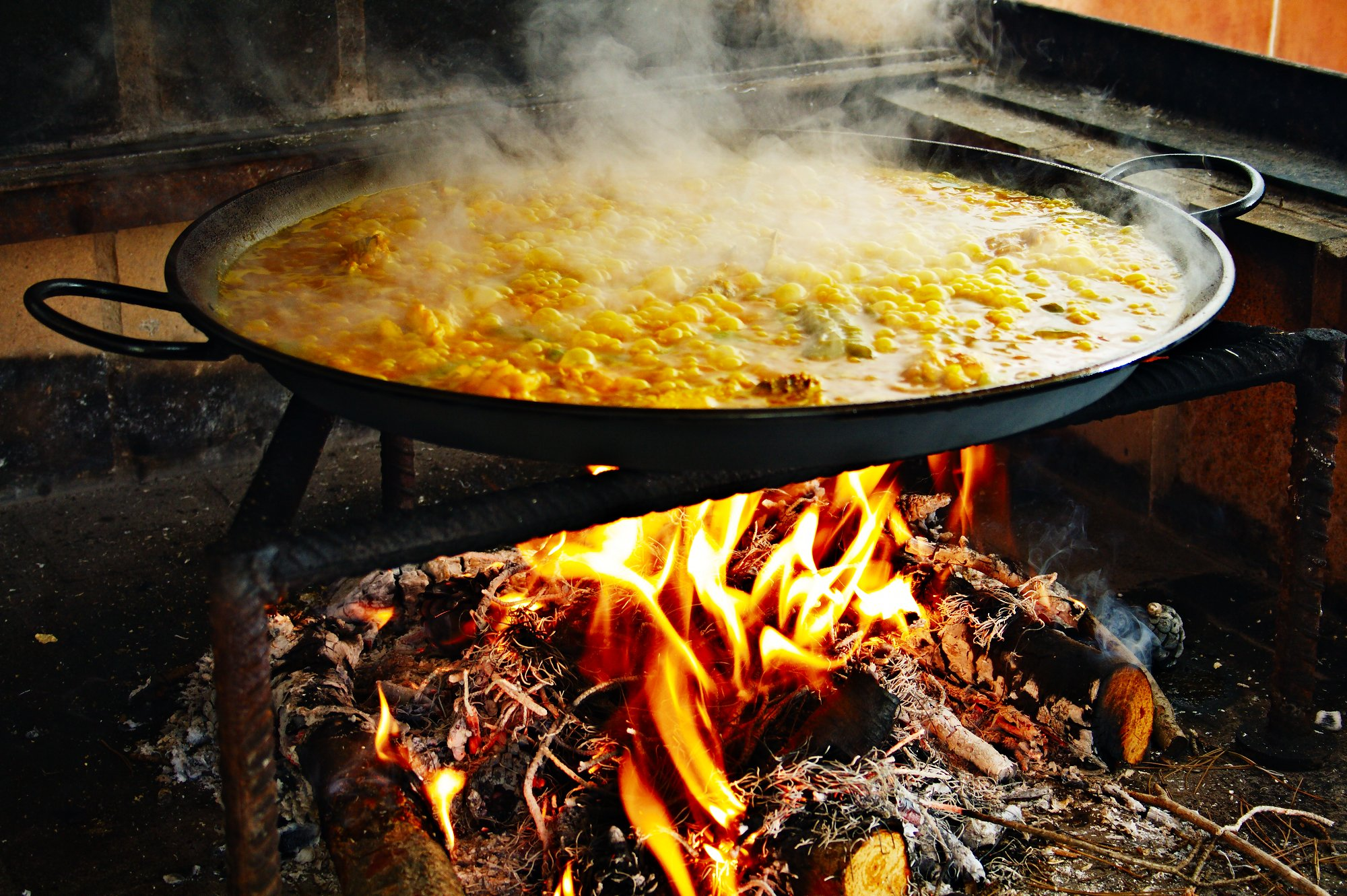
Paella de les comarques del Xúquer

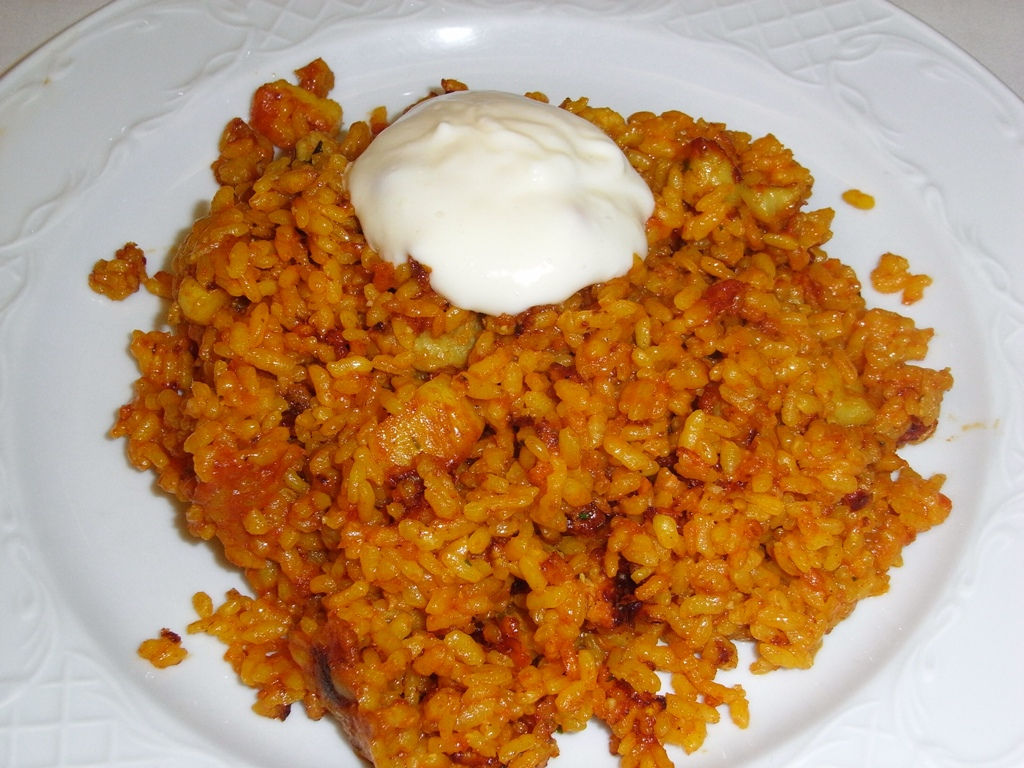
Arròs a banda

De tots els plats que la componen el més conegut internacionalment és la paella, un guisat d'arròs sec, cuinat en una paella metàl·lica tradicional sense mànec -aquest és l'origen del nom del plat-, sobre un foc de llenya (preferiblement de fusta de taronger) preparat a aquest efecte. La seua popularitat és tal que moltes segones residències valencianes compten amb un paeller, un espai obert o tancat on es cuina la paella de llenya.
Existeixen múltiples receptes, però la més estesa es compon d'arròs, pollastre i conill, bajoqueta o fesol de trencar (mongeta tendra) i garrofó. En alguns llocs hi inclouen també caragols (a l'Horta) cigrons (a la Marina, l'Alacantí, etc.) o mandonguilles de carn (a la Ribera del Xúquer). El color groc del tradicional arròs de l'Albufera (bomba) s'aconsegueix amb safrà. El Concurs Internacional de Paella Valenciana de Sueca es remunta a 1961. En aquell any se celebrava el 600 aniversari de la trobada de la imatge de la Verge de Sales, patrona de Sueca. Amb aquest motiu, l'aleshores alcalde de la població, Francisco Segarra Fabiá, va decidir la celebració d'una festa dedicada a la paella. Es va iniciar amb la festa de l'arròs, que incloïa un concurs de paelles d'àmbit estatal.
Hi ha diverses teories respecte de l'ús o no del marisc, amb el predomini de la paella de marisc sobretot a les zones costaneres del nord del País i el sud de Catalunya, mentre a les zones centrals i d'interior, la carn i la caça hi són habituals. Existeixen una gran quantitat de maneres de cuinar l'arròs amb paella, com ara la paella amb ceba (arròs amb ceba i magre), paella amb carxofes (arròs amb carxofes i faves), la paella amb flor-i-col (arròs amb flor-i-col i aladroc) o l'arròs del senyoret, tradicional de la Marina Alta i que duu només arròs i marisc pelat, dit així perquè no s'ha d'embrutar les mans per menjar-la. Al sud, predominen altres arrossos que no es consideren paella, els arrossos melosos o caldosos, i l'arròs amb crosta. També és típic l'arròs a banda, l'arròs negre, l'arròs amb fesols i naps i una llarga, etcètera.
Una altra manera de preparar l'arròs, aquesta sense peix ni marisc i habitualment carregat d'embotit, és l'arròs al forn (també anomenat cassola, cassola d'arròs al forn o arròs passejat), que com el nom implica, es cou al forn i és típic de la La Vall d'Albaida, la Costera, la Ribera, la Safor, la Marina, i moltes de les comarques de l'interior. A més, també és típic a moltes comarques, sobretot les centrals, les pebreres farcides d'arròs, ja siga amb carn o amb tonyina negra.
Cal fer esment de l'arròs amb crosta (o arròs i costra), típica de tot a la zona entre Gandia i Oriola, i especialment relacionat amb Elx i Pego. És un arròs cobert d'ou batut que es cou al forn o amb una eina especial que el cou i així forma una crosta.
Finalment, alguns indrets d'interior fan l'arròs empedrat; a l'extrem nord, a la costa del Maestrat i la Plana s'acostuma a menjar l'arrossejat, un arròs sec.
Sobre la internacionalització de la paella Manuel Vázquez Montalbán ironitzava: «La paella internacionalitzada és un guisat d'arròs en el qual es barreja carn i peix i qualsevol vegetal, amb l'excepció del plàtan.» La paella es pot trobar arreu del món, especialment al Mediterrani i Llatinoamèrica, i a Niça és considerada un plat propi i tradicional.

### Fideuada

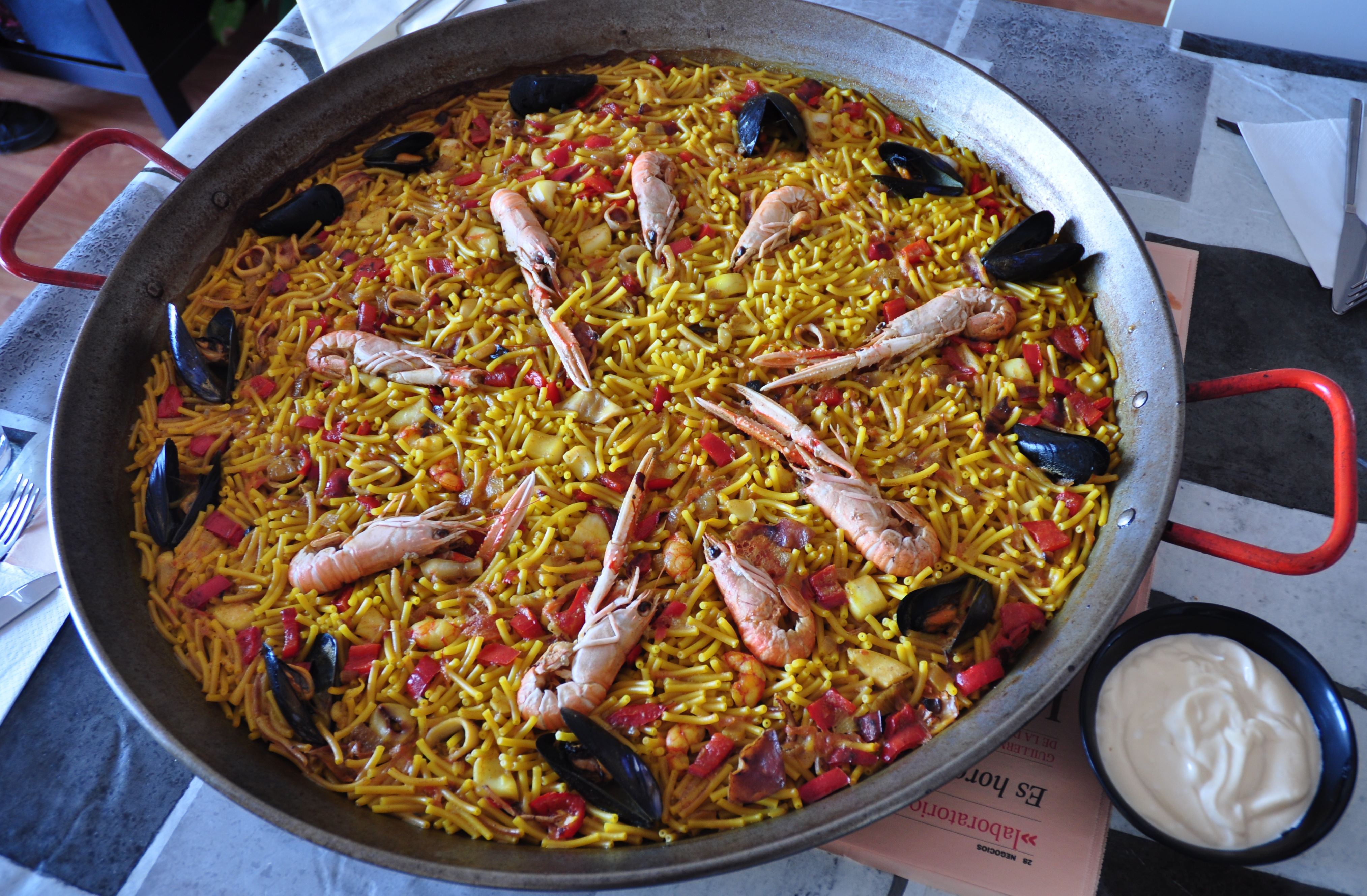
Una fideuada

Un altre plat cuinat de forma molt similar a la paella de marisc és la fideuada o fideuà, en la qual se substitueix l'arròs per fideus, normalment gruixuts. Aquest plat és típic de la Safor, la Marina i en general, de la costa meridional, tot i que té el seu origen al Grau de Gandia. Altres ingredients típics són el peix, calamar, clotxines (una varietat autòctona del musclo) i marisc.

### Olla o putxero
A l'hivern se sol preparar olla o putxero. Els ingredients principals són ossos, carn de porc i vedella, amb els quals es fa un caldo, i cigrons, pastanagues, xirivia, nap, creïlles i col, que es presenten per separat. Aquest plat és típic de qualsevol indret del País, tot i que a la costa, els plats de peix i marisc són més preferits mentre l'olla és més de l'interior. A les comarques xurres és habitual l'olla xurra, un guisat amb carn de porc, creïlles i verdura; una altra recepta és l'olleta, amb arròs, carn de porc, xai o vedella i diferents verdures depenent de la localitat.
El gaspatxo és una mena d'olla típica de l'extrem sud, en especial de la vall del Vinalopó, l'Alacantí i el Baix Segura, que consisteix en una olla de carn i llegums acompanyada amb coques -dites tortes en el castellà de la zona- de gaspatxo.

### Coques

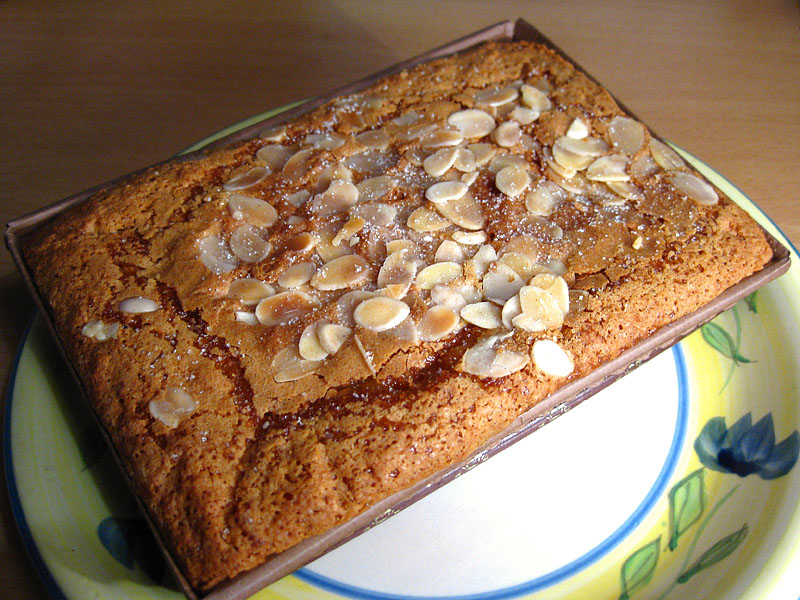
Coca de llanda de la Ribera

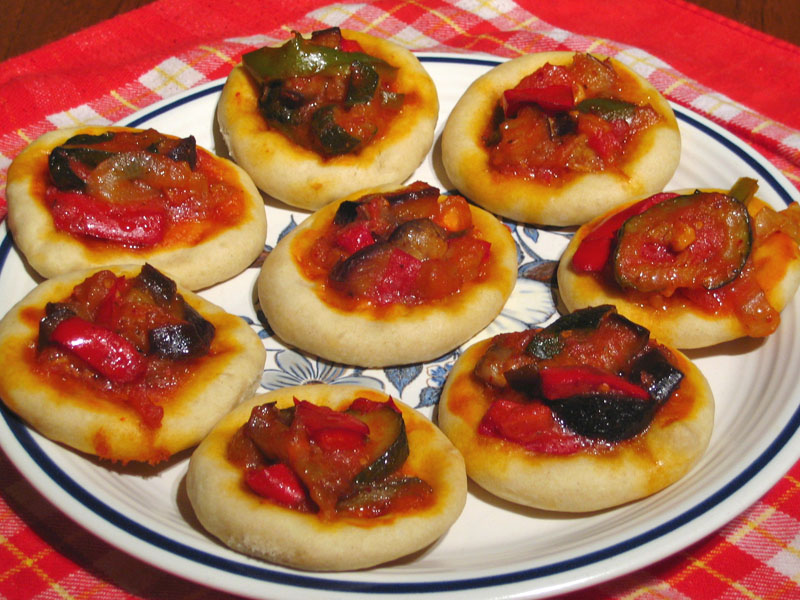
Coca de mullador de la Marina

Encara més típic al País Valencià que la mateixa paella, cada comarca en fa. N'hi ha de moltes classes, tant dolces (coca de cirera, coca d'ametlla a Castelló) com salades (coca de tonyina a Alacant, coca de tomata a Castelló). Les més esteses són les coques de llanda, de bescuit flonjós i de sabor xocolate, carabassa, poma o nous, entre d'altres. També és habitual la coca de mullador o coca de verdures, que duu tomacat. A l'interior, especialment a l'Alt Palància, la coca de xulles, que duu cansalada, botifarra i xoriço, és comuna. També és molt reconeguda, de llarga tradició històrica i cultural i de gran valor gastronòmic la Coca de Fira d'Ontinyent, elaborada amb carxofes, pebrassos i diversos embotits, principalment, al mes de novembre, per a la festivitat de la Fira d'Ontinyent. Algunes de les coques són ben senzilles, com les coques de dacsa (coques rodones i planes que es fan de farina de dacsa, aigua, oli i sal i s'acompanyen amb una picadeta de tonyina, ou ratllat, anxoves i maionesa, o bé d'altres picadetes com el sofregit de bledes i all) o les coques de mestall, ambdues tradicionals de la Safor-Valldigna; o ara, les coquetes de la Marina, decorades amb un trosset de melva, tonyina, anxova, sobrassada, xoriço o botifarra, o de nou, la coca de pèsols i ceba, de la mateixa comarca.

## Salses

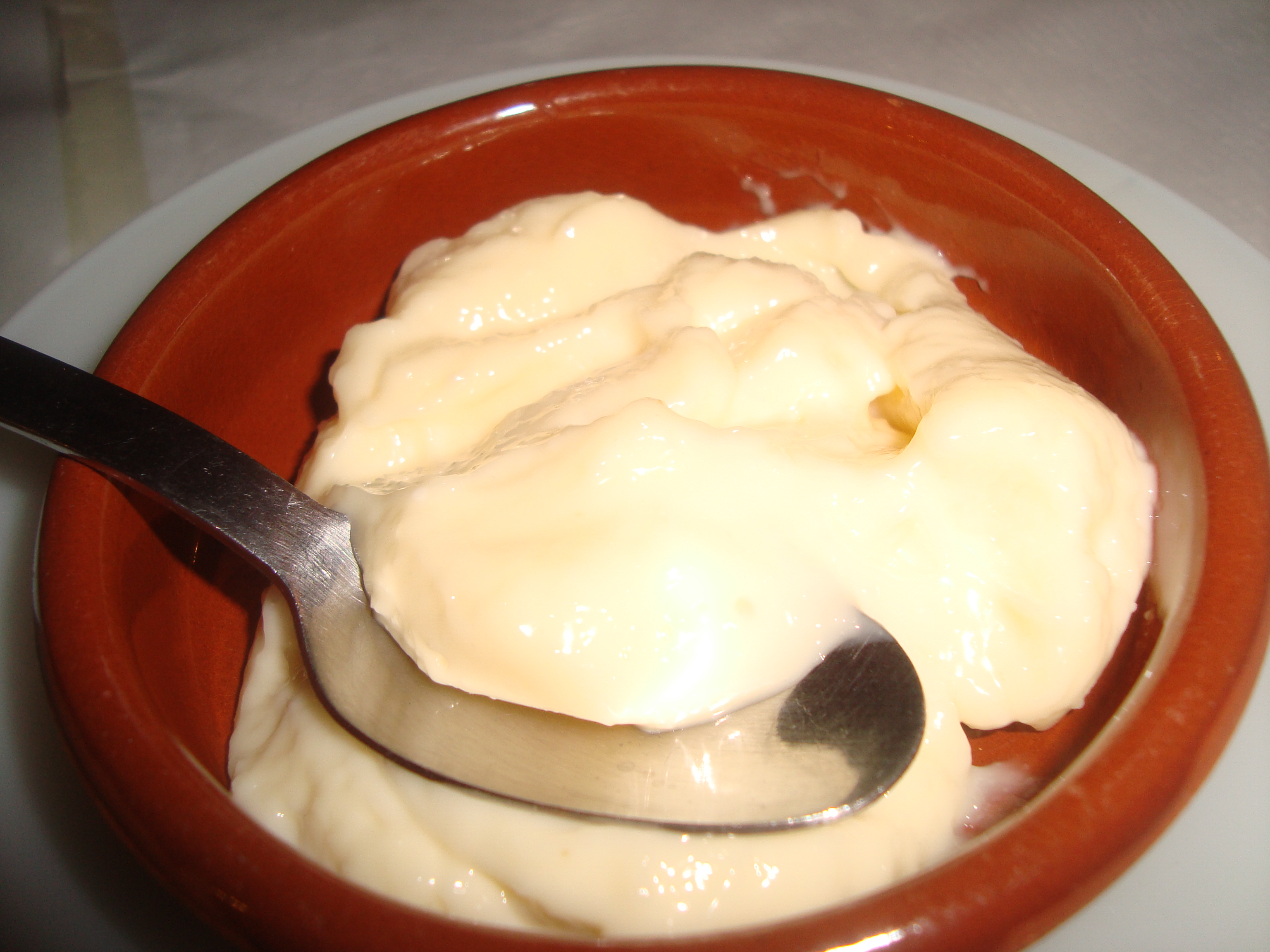
Allioli

- AllioliAllioli.
- Mullador.
- Picada.
- Maionesa.

## Postres
Com a postres prima la fruita del lloc: taronja, mandarina i nespres. Molt comú també a Ontinyent i els voltants el meló groc, meló d'Or o meló d'Ontinyent, una varietat de meló de gran valor per la seua dolçor que és autòcton de la zona. D'altra banda, és típicament nadalenc el torró, fabricat a Xixona, Casinos i Alacant a base d'ametlla i sucre.
Altres postres són:
- Casca. Dolç realitzat amb ametlla molta, sucre i ous, que es pot farcir de rovell confitat, moniato o carabassa,[7] encara que també pot anar acompanyat de canyella, raspadura de taronja o de llimona, o merenga. La casca es consumeix típicament el Dia de Reis i la seva forma pot variar però sol tenir forma d'anella o de serp.
- Pestinyos. Un petit dolç de pasta fregida amb mel i plegada en forma de sobre.
- Tonya, pa socarrat, fogassa, mona, panou. Un brioix gran de farina, ous, rent, oli, sucre i sovint creïlla.
- Arnadí típic de la Costera i la Ribera.
- Arrop i tallaetes. Unes postres fetes amb most de raïm i trossos de fruita. Típic de La Vall d'Albaida.
- Fartons.
- Figues albardaes, tradicional per Falles a la ciutat de València, però postres típiques per sant Josep a moltes comarques no falleres.
- Corona de glòria. Dolç típic de la comarca de La Safor. Consisteix en un bescuit cobert amb merenga i farcit amb capes d'una massa formada per llet, ratlladura de llima, ametlles i fruita, normalment pomes. També es pot afegir canyella.
- Coques cristina. Coques d'ametla molt típiques a La Safor.
- Fabiola. Dolç d'ametla i coco mullat amb almívar, tradicional de la ciutat de Gandia
- Bunyols.
- Panellets, a quasi totes les comarques.[8][9]
- Monjàvena,[10] típiques a Ontinyent i La Vall d'Albaida, a més d'altres zones de les Comarques Centrals del País Valencià.

- Bunyols de carabassa
- Una casca amb forma de serp
- Pastissets de moniato (Plana Alta, Castelló)
- Figues albardades

## Begudes

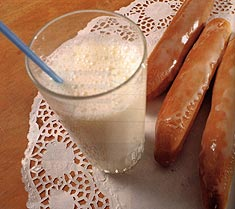
Orxata i fartons valencians

Com a begudes típiques del país es produeix l'orxata de xufa, principalment a Alboraia, que s'acostuma a beure pedregada o líquida (sempre molt freda) i mullant-hi fartons, un pastís allargassat. A l'Alacantí es produeix l'orxata d'ametlla, una preparació pareguda.
Més recent és la recepta de l'aigua de València, còctel datant dels 1950 preparat amb una base de begudes alcohòliques (normalment vodka i ginebra), sucre, suc de taronja i cava.
Potser la beguda més popular en les Comarques Centrals del País Valencià siga l'herbero (o herberet), beguda alcohòlica feta utilitzant herbes de la Serra de Mariola. També és de destacar el Café-licor, típic de la ciutat d'Alcoi, i la cassalla, una beguda derivada de la destil·lació de l'anís molt coneguda a la comarca de la Safor i La Ribera del Xúquer.

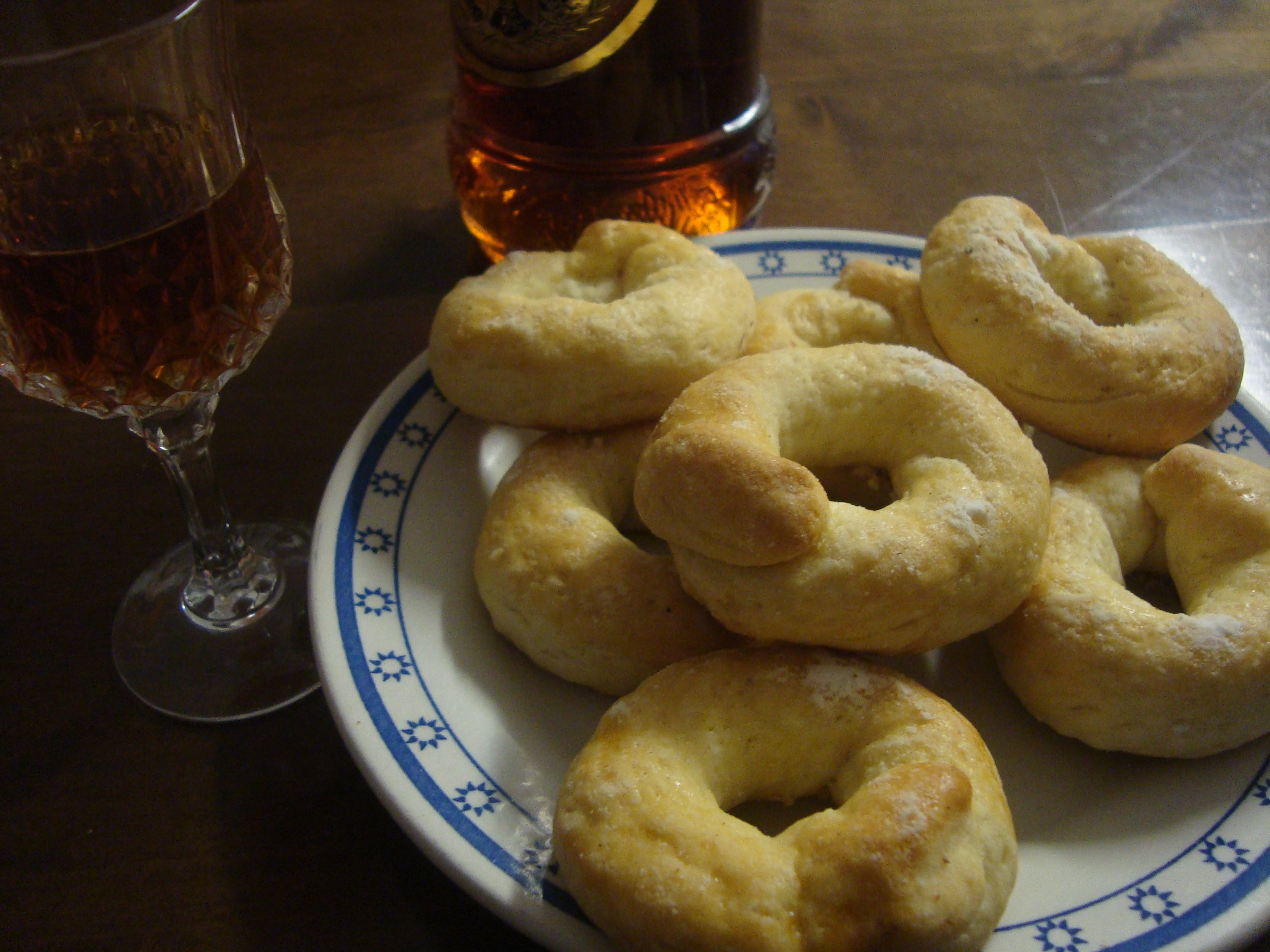
Plat de rollets i copa de moscatell

Hi ha tres denominacions d'origen al País Valencià: DO Alacant, DO Utiel-Requena i DO València. Les zones de conreu del vi són sobretot a la vall de Vinalopó, a la vall d'Alfàndec (Ribera Alta) a Moixent, La Font de la Figuera (La Costera), Fontanars i Ontinyent (La Vall d'Albaida), als Serrans, a la Foia de Bunyol, i a la Plana d'Utiel. A Utiel, es produeix cava. Moscatell o mistela es produeix sobretot a la Marina Alta i la vall d'Alfàndec.

## Altres plats
Alguns plats típics són: 

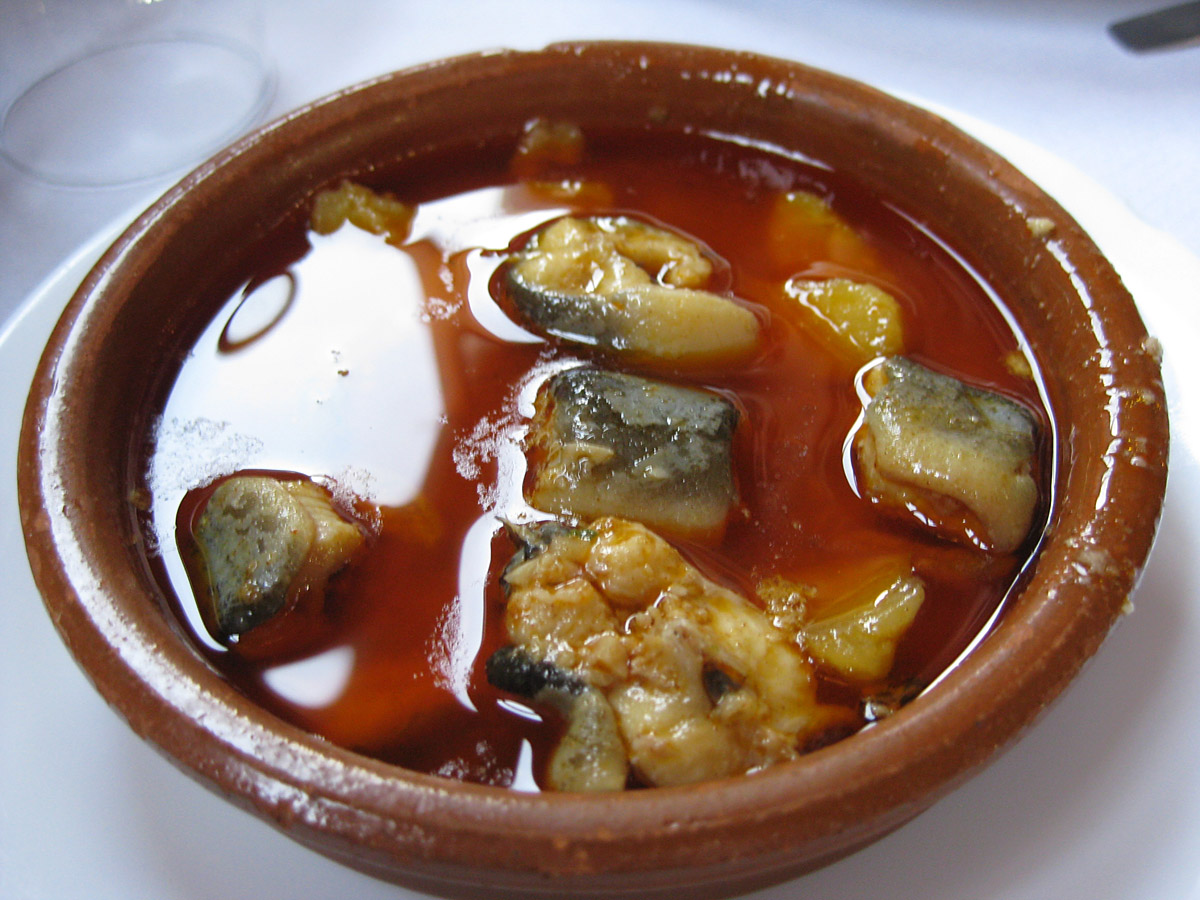
All-i-pebre de l'Horta Nord

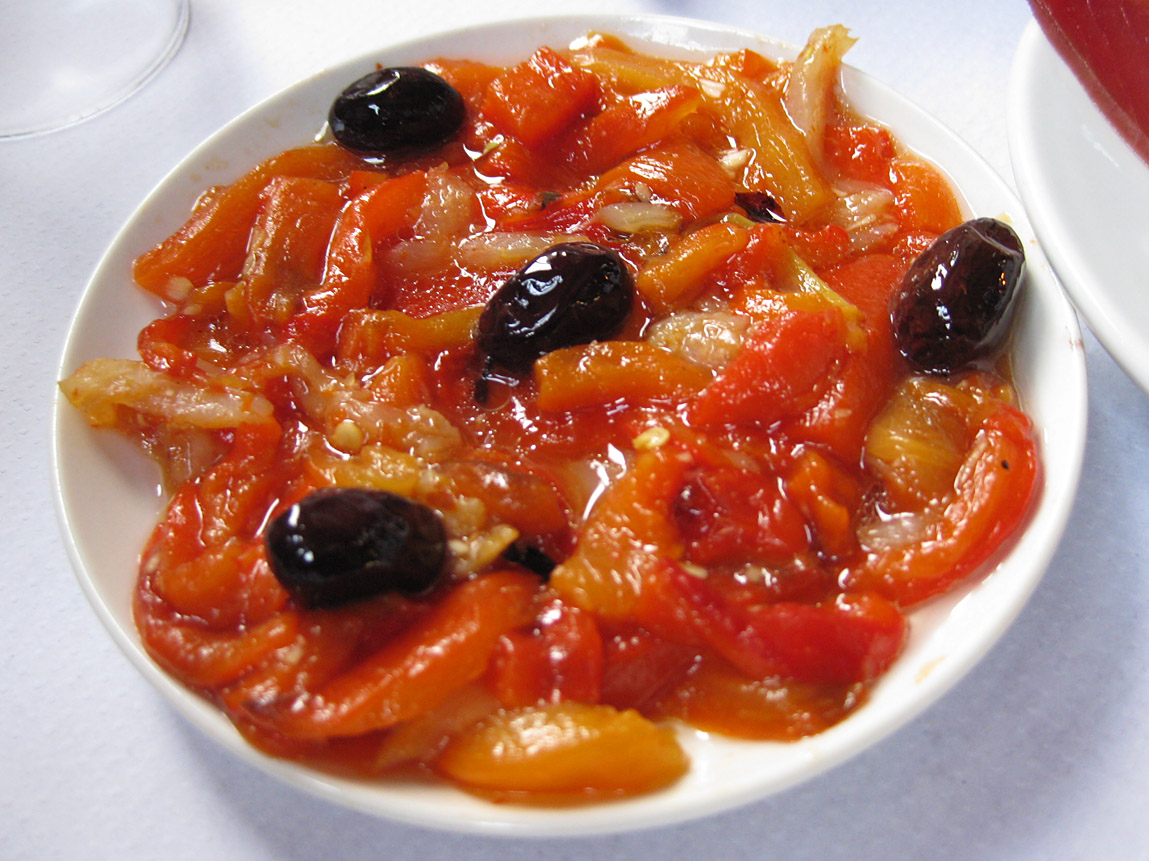
Esgarrat de l'Horta Nord

- Guisat d'anguiles amb all i pebre, guisat tradicional de l'Albufera a base d'anguiles, pebrot i all; el guisat antagònic de l'all i pebre, és l'espardenya;
- Bollit, guisat tradicional amb creïlles, cebes i bajoques;
- Figatells a la Safor i l'Alcoià.
- Minxos, coca amb sardina i oli d'oliva;
- Suquet de peix, plat de peix amb brou amb múltiples variants, típic del Baix Maestrat i la Marina Alta.
- Embotits. Dins d'aquests, són els més reconeguts els elaborats a la població d'Ontinyent i els seus voltants.
- Sobrassada, un manlleu dels mallorquins, produïda a la Marina, Safor, Comtat, Alcoià i Vall d'Albaida.
- Esgarrat amb bacallà salat i albergínies rostides.
- Pericana a l'Alcoià, el Comtat i algunes zones de La Vall d'Albaida.
- Espencat un altre nom per l'escalivada.
- Gatxamiga, plat tradicional d'algunes zones del sud de la província de València i l'interior valencià i alacantí.